# Синявка (Менский район)

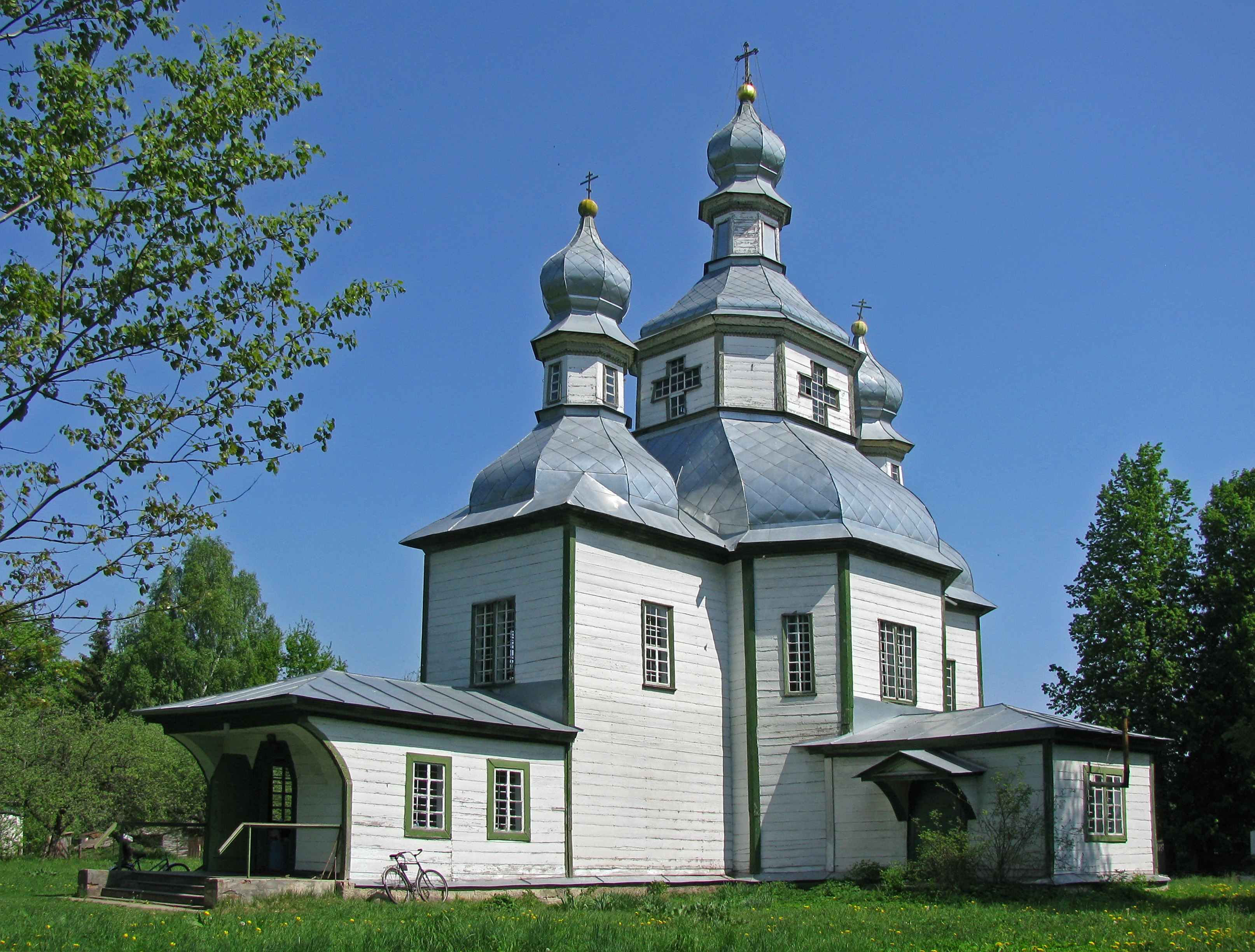
Покровская церковь

Синя́вка (укр. Синявка) — село в Менском районе Черниговской области Украины. Население 1131 человек. Занимает площадь 6,07 км².
В селе находится Покровская церковь, построенная в 1775 году.

## Власть
Орган местного самоуправления — Синявский сельский совет. Почтовый адрес: 15630, Черниговская обл., Менский р-н, с. Синявка, ул. Ленина, 91.